# Celtic Connections
Celtic Connections — фестиваль кельтской и народной музыки. С 1994 года проводится в январе в шотландском городе Глазго. Является самым большим зимним музыкальным фестивалем в мире. Главная площадка — сцена Королевского концертного зала. В разные годы в фестивале принимали участие Джоан Баез, Боб Гелдоф, Clannad, Silly Wizard, Шинейд О’Коннор, Элисон Краус, Шейн Макгован, Эвелин Гленни, Карлос Нуньес, Билли Брэг, Мариза, Бет Нильсен Чепмэн и другие исполнители фолка.  В 2007 году за три недели, пока длился фестиваль, его 200 концертов посетило более 100 тысяч человек (около половины из них — иностранные туристы), а его вклад в экономику города составил 4 миллиона евро. 